# Cachorros de Zamora
Cachorros de Zamora ist ein ehemaliges mexikanisches Fußball-Franchise aus Zamora de Hidalgo im Bundesstaat Michoacán.

## Geschichte
Nach dem Aufstieg einer Mannschaft mit der Bezeichnung Cachorros de Guaymas aus der gleichnamigen Stadt im Bundesstaat Sonora in die drittklassige Segunda División 'B' wurde die Mannschaft samt ihrer Lizenz nach Zamora verfrachtet und trat zwischen 1989/90 und 1993/94 unter der Bezeichnung Cachorros de Zamora an.
Gleich in ihrer ersten Spielzeit in der Segunda División 'B' gewann die neu formierte Mannschaft unter ihrem Trainer Roberto „Chino“ Ramos die Meisterschaft mit einem Punkt Vorsprung auf die Guerreros de Acapulco und erzielte den Durchmarsch in die zweitklassige Segunda División, in der die Cachorros in der Saison 1990/91 vertreten war. 1991/92 spielte die Mannschaft wieder in der drittklassigen Segunda División 'B', als ihr Stürmer Javier Pineda mit 21 Treffern Torschützenkönig wurde. Nach der Saison 1991/92 zog die Mannschaft sich für eine Spielzeit aus dem Profifußball zurück, um dann noch einmal für die Saison 1993/94 in der Segunda División 'B' anzutreten.

## Erfolge
- Meister der Segunda División 'B': 1989/90